# 安妮·卡森
安妮·卡森（英語：Anne Carson，1950年6月21日—）是一名加拿大詩人、作家、古典學家、古典文獻翻譯家，曾任教於麥基爾大學、密西根大學、普林斯頓大學和巴德學院。卡森曾獲得過的主要獎項包括古根海姆獎（1998）、麥克阿瑟獎（2000）與阿斯圖里亞斯親王獎（2020）。

## 生平
卡森畢業於多倫多大學（學士、碩士、博士），又在聖安德魯大學專攻古希臘韻律研究與文本批判，其後以古典學教授的身份開始寫作詩歌與散文。其曾翻譯的古代文學作品包括艾斯奇勒斯的《阿伽門農》、索福克勒斯的《厄勒克特拉》與歐里庇得斯的《俄瑞斯忒斯》，三部英譯話劇都在紐約古典舞臺劇團上演。2015年，卡森譯本索福克勒斯的《安蒂岡妮》在倫敦巴比肯藝術中心上演，女主角由茱麗葉·畢諾許擔任。
2010到2016年間，卡森在康奈爾大學出任編外教授（professor-at-large），其後在紐約大學任駐留藝術家（artist-in-residence）至今。

## 著作
1986年，卡森出版其第一部散文集，名爲《厄洛斯與甜蜜的痛苦》。該書中卡森以莎芙把愛情（厄洛斯）稱作「甜蜜的痛苦」這一有名殘篇出發，從古希臘詩歌着手分析古希臘人對愛情的世界觀，其中包括對莎芙的詩中「慾望的三角性」「慾望的模仿性」以及厄洛斯與孤獨的關係等論點。對卡森來說，愛或厄洛斯在莎芙的詩中是「遷延的、被悖逆的、被阻止的、飢餓的，它圍繞一個光輝的不在場來展開——將厄洛斯以缺失呈現。」該書在現代圖書館書社讀者評選的史上100佳非虛構作品名單中排行第57名。
此外，卡森出版于1998年的《紅的自傳》改編自抒情詩人斯特西克魯斯的殘篇，以韻文小說的形式作成。該書受到了艾麗斯·孟若與蘇珊·桑塔格等文學批判家的好評，並以兩年內超過25000本的銷量成爲當代詩界罕見的暢銷書之一。